# حاتم إدار
حاتم إدار من مواليد 29 يوليو 1977 بمدينة الدار البيضاء بالمغرب هو مغني وممثل مغربي.

## ألبوماته
- 2007 : زي زمان كلمات أحمد درويش وألحان هيثم زياد إنتاج قناة تلفزيون المستقبل
- 2008 : لو بقدر غير هالكون
- 2010 : Soirée Live Volume 1
- 2014 : ألبوم هكذا ولفناك [2]
- 2014 : ألبوم كشكول سهرات فنية حية
- خليني بعيد (الفنان إبراهيم العلمي)
- لو نويــت تنسى الي فات (عملاق الطرب جورج وسوف)
- مريم مريمتي
- ساعة سعيدة (محمود الإدريسي)
- مال العزال ومالنا (جورج وسوف)
- زي العسل على قلبي هواه (صباح)
- قلبي معذب
- أمان يازمن
- أنا بعشقك (ميادة الحناوي)
- بنات الدنيا 2018
- الذكرى الغالية إخراج العربي ياسر عبيدي

## أفلام شارك فيها
- 2010 : وليدات كازا
- 2011 : الزواج الثاني (فيلم) فيلم تلفزيوني
- 2013 : الوجه الاخر (فيلم) فيلم تلفزيوني
- 2013 : يما (فيلم) فيلم تلفزيوني
- 2013 : القمر الأحمر